# Acadêmicos do Campo do Galvão
Acadêmicos do Campo do Galvão é uma escola de samba do carnaval de Guaratinguetá.

## História
A ideia da criação da escola foi gerada em uma quarta-feira de cinzas de 1974, no Bar do Beni, na Rua Padre Inácio, n°20, no Campo do Galvão, onde os amigos Caiá, Toninho Casca, Lilico e Norberto, discutiam sobre o carnaval que se findava onde cada um participou de um bloco ou agremiação diferente.  Ali decidiram pela criação de uma nova agremiação, com sede naquele bairro.
Diversos moradores do lugar foram chamados, até que, mais uma vez no Bar do Beni, a escola foi fundada por mais de 30 pessoas. Entre os diversos nomes sugeridos para a agremiação, estavam "Unidos do Campo do Galvão", "Império do Campo do Galvão", "Acadêmicos do Samba ", até que finalmente o nome Acadêmicos do Campo do Galvão foi aceito.
O samba-hino da escola descrito foi composto em 1974, pelo compositor Paulo Mendes Brasil, também conhecido como Paulo Beija Flor. Originalmente, seria um samba enredo para o carnaval de 1975. Embora sua letra não fosse condizente com o enredo “Saudação à Bahia”, sua aceitação foi tão grande pelos componentes, que passou a ser chamado o hino da agremiação.[carece de fontes?]
Com a conquista de 2018, tornou-se a maior Campeã do Carnaval de Guaratinguetá

## Segmentos

### Presidentes
| Nome                                           | Mandato     | Ref.                                |
| ---------------------------------------------- | ----------- | ----------------------------------- |
| Darcy Galvão (Darcy Bambu)                     | 1974 - 1979 |                                     |
| Luiz Tomas do nascimento (Barra Mansa)         | 1980 - 1981 |                                     |
| Carlos Viriato Rodrigues (Carlinhos Guaraná)   | 1982 - 1983 |                                     |
| Edson Cesar Zangrandi (Zan)                    | 1984 - 1985 |                                     |
| Guaracimir Jorge do Nascimento (Guará)         | 1986 - 1988 |                                     |
| Marcos Augusto Teixeira (Marjão)               | 1989 - 1990 |                                     |
| Ivan Sérgio Gabellin (Cabeção)                 | 1990        | Faleceu durante o mandato           |
| Antonio de Pádua Antunes Cruz (Tonho Saci)     | 1990 - 1992 |                                     |
| Francisco Alberto de Oliveira Freire (Becinha) | 1993        | Demitido pelo Conselho Deliberativo |
| Colegiado                                      | 1993        |                                     |
| Antônio Carlos Marcondes (Casca)               | 1994 - 1995 |                                     |
| Marco Antonio Nunes Dania                      | 1996 - 1997 |                                     |
| José Antonio Antunes de Oliveira (Farolzinho)  | 1998 - 1999 |                                     |
| Hildeberto da Silva Leite (Hil)                | 2000        |                                     |
| Colegiado                                      | 2000 - 2002 |                                     |
| Dirceu José de Carvalho Ferreira               | 2003 - 2004 |                                     |
| José Roberto Limongi Galvão                    | 2005 - 2006 |                                     |
| Haroldo Tupinambá Viana                        | 2007 - 2008 |                                     |
| Marli Maria Cortez                             | 2009 - 2011 |                                     |
| João Eduardo dos Santos                        | 2012 - 2013 |                                     |
| Marcos Cesar Vieira de Abreu (Canário)         | 2014 - 2018 |                                     |
| Luis Gonçalves                                 | 2019 - 2020 |                                     |
| Pedro Henrique Peixoto                         | 2020 - 2024 |                                     |

### Presidente de Honra
| Nome                             | Mandato |
| -------------------------------- | ------- |
| Marcos Augusto Teixeira (Marjão) | 1988    |

### Intérpretes
| Nome                    | Mandato      |
| ----------------------- | ------------ |
| Paulo Henrique Mocidade | 1998 - 1999  |
| Wander Pires            | 2001 - 2003  |
| Wantuir                 | 2004 - 2012  |
| Wander Pires            | 2014         |
| Emerson Dias            | 2018 - 2023  |
| Gilsinho                | 2023 - Atual |

### Mestre-Sala e Porta-Bandeira
| Nome                                | Mandato      |
| ----------------------------------- | ------------ |
| Claudinho e Selminha Sorriso        | 1996 - Atual |
| 2⁰ casal Waldemar e Fernanda Ataide | Atual        |

### Carnavais
| Ano                                    | Colocação                                                          | Enredo                                                                                          | Carnavalesco                                                                      |
| -------------------------------------- | ------------------------------------------------------------------ | ----------------------------------------------------------------------------------------------- | --------------------------------------------------------------------------------- |
| 1975                                   | 7º lugar                                                           | Bahia de todos os deuses                                                                        | WagnerRodrigues                                                                   |
| 1976                                   | 5º lugar                                                           | Lendas e deuses brasileiros                                                                     | Wagner Rodrigues                                                                  |
| 1977                                   | 4º lugar                                                           | São Paulo de braços abertos                                                                     | Wagner Rodrigues e Guaracy Nascimento                                             |
| 1978                                   | Vice-campeã                                                        | Se o mar contasse sua história                                                                  | Wagner Rodrigues e Guaracy Nascimento                                             |
| 1979                                   | Campeã                                                             | Misterioso número 7                                                                             | Guaracy Nascimento e Márcio Cavalca                                               |
| 1980                                   | 4º lugar                                                           | E fez-se a luz                                                                                  | Guaracy Nascimento e Márcio Cavalca                                               |
| 1981                                   | 4º lugar                                                           | Viagem ao desconhecido                                                                          | Guaracy Nascimento e Márcio Cavalca                                               |
| 1982                                   | Campeã                                                             | E tudo começou com a maçã                                                                       | Guaracy Nascimento e Márcio Cavalca                                               |
| 1983                                   | 5º lugar                                                           | O lado infantil do poeta                                                                        | Guaracy Nascimento e Ivan Gabellin                                                |
| 1984                                   | Vice-campeã                                                        | Das águas que só nossos avós beberam                                                            | Guaracy Nascimento                                                                |
| 1985                                   | Campeã                                                             | Nesta terra de aves...quais as de rapina?                                                       | Guaracy Nascimento                                                                |
| 1986                                   | Vice-campeã                                                        | Se não chover amanhã                                                                            | Guaracy Nascimento                                                                |
| 1987                                   | Campeã                                                             | Sobre o arco sideral, deuses, astros, carnaval                                                  | Guaracy Nascimento                                                                |
| 1988                                   | 3º lugar                                                           | Marajás, xátrias e sudras no país de Cabral                                                     | Guaracy Nascimento                                                                |
| 1989                                   | Campeã                                                             | Palmares, o descobrimento do Brasil                                                             | Guaracy Nascimento                                                                |
| 1990                                   | 5º lugar                                                           | 442 D.D.B.S.                                                                                    | Guaracy Nascimento                                                                |
| 1991                                   | Campeã                                                             | Eu nasci grande e nem sabiam                                                                    | Guaracy Nascimento                                                                |
| 1992                                   | Campeã                                                             | ZYG-2 - Rádio Clube - Som Nini - Primeira festa em seu rádio                                    | Guaracy Nascimento                                                                |
| Não houve desfile, em 1993.            |                                                                    |                                                                                                 |                                                                                   |
| 1994                                   | Vice-campeã                                                        | Instituto, quem te viu, quem te vê, Acadêmicos canta você.                                      | João Muniz e Sérgio Esbano                                                        |
| 1995                                   | 4º lugar                                                           | Brasil, arcano maior no tarô tupiniquim                                                         | Guaracimir Nascimento                                                             |
| 1996                                   | Vice-campeã                                                        | Vim, Vendi, Venci                                                                               | João Muniz e Sérgio Esbano                                                        |
| Não houve desfile, em 1997.            |                                                                    |                                                                                                 |                                                                                   |
| 1998                                   | Campeã                                                             | Nossa terra é de bamba, é de samba                                                              | Haroldo Tupinambá                                                                 |
| 1999                                   | Vice-campeã                                                        | Sol, samba e paixão - Veredas do nosso carnaval                                                 | Guaracimir Nascimento                                                             |
| Não houve desfile em 2000.             |                                                                    |                                                                                                 |                                                                                   |
| 2001                                   | Campeã                                                             | Brasil outros 500                                                                               | Guaracimir Nascimento                                                             |
| 2002                                   | Campeã                                                             | Planeta Água nossa de cada dia                                                                  | Geraldo Azevedo                                                                   |
| 2003                                   | Campeã                                                             | O disfarce da face é a arte da farsa                                                            | Geraldo Azevedo                                                                   |
| 2004                                   | Vice-campeã                                                        | Quanto mais se dá, mais se tem                                                                  | Geraldo Azevedo                                                                   |
| 2005                                   | Campeã                                                             | Do Egito ao botequim, o nectar dos deuses                                                       | Geraldo Azevedo                                                                   |
| 2006                                   | Campeã                                                             | O círculo dos céus, a magia dos signos                                                          | Fran Sérgio                                                                       |
| 2007                                   | Campeã                                                             | Xamãs, cientistas, terapeutas. O Acadêmicos em busca da cura                                    | Haroldo Tupinambá                                                                 |
| 2008                                   | Vice-campeã                                                        | Cara ou coroa, eis a questão                                                                    | Haroldo Tupinambá                                                                 |
| 2009                                   | Vice-campeã                                                        | EMI - Sopro da vida, a mágica da criação                                                        | Guaracimir Nascimento                                                             |
| Não houve desfile em 2010.             |                                                                    |                                                                                                 |                                                                                   |
| 2011                                   | Campeã                                                             | Das cavernas à estação espacial, vou construindo meu carnaval                                   | Fran Sérgio                                                                       |
| 2012                                   | 3° lugar                                                           | Doce de corpo e alma                                                                            | Haroldo Tupinambá                                                                 |
| Não houve desfile em 2013              |                                                                    |                                                                                                 |                                                                                   |
| 2014                                   | 3º lugar                                                           | 40 Anos de Samba e Paixão... Acadêmicos, Um Marco para História                                 | Lane Santana                                                                      |
| Não houve desfile em 2015, 2016 e 2017 |                                                                    |                                                                                                 |                                                                                   |
| 2018                                   | Campeã                                                             | Sou Brasileiro, Melhor do Brasil                                                                | Renata Luiza Reluz                                                                |
| 2019                                   | Vice-campeã                                                        | Colônia do Piagui! Eu vim de lá e sou daqui!                                                    | Renata Luiza Reluz                                                                |
| 2020                                   | 4º                                                                 | Da semelhança concebida à plenitude da perfeição...Somos a imagem refletida, espelho da criação | Marli Cortez, Pedro Henrique Peixoto, Fernando Barros C. Neto e Patrick Magalhães |
| 2021                                   | NÃO HOUVE DESFILE OFICIAL - PANDEMIA DO NOVO CORONAVÍRUS NO BRASIL | NÃO HOUVE DESFILE OFICIAL - PANDEMIA DO NOVO CORONAVÍRUS NO BRASIL                              | NÃO HOUVE DESFILE OFICIAL - PANDEMIA DO NOVO CORONAVÍRUS NO BRASIL                |
| 2022                                   | NÃO HOUVE DESFILE OFICIAL - PANDEMIA DO NOVO CORONAVÍRUS NO BRASIL | NÃO HOUVE DESFILE OFICIAL - PANDEMIA DO NOVO CORONAVÍRUS NO BRASIL                              | NÃO HOUVE DESFILE OFICIAL - PANDEMIA DO NOVO CORONAVÍRUS NO BRASIL                |
| 2023                                   | 3o                                                                 | Congada ao Rei Negro São Benedito... Uma história de fé, amor e devoção!                        | Fran Sérgio                                                                       |
| 2024                                   | 3o                                                                 | Cantar o amor…é cantar a paixão! 50 anos de samba e história do Campo do Galvão!                | Ailton Cunha                                                                      |